# Cnecomymar bimaculatus
Cnecomymar bimaculatus is een vliesvleugelig insect uit de familie Mymaridae. De wetenschappelijke naam is voor het eerst geldig gepubliceerd in 1963 door Ogloblin.